# IPad Air
O iPad Air é um dispositivo em formato de tablet produzido pela Apple Inc. O aparelho foi anunciado em 22 de outubro de 2013, no Yerba Buena Center for the Arts em São Francisco.

## Especificações técnicas
As especificações técnicas incluem duas antenas de Wi-Fi 802.11 e Bluetooth 4.0, tela retina com multi-touch de 9,7 polegadas retroiluminadas por LED. Possui chip A7 sendo com 1,4ghz, com arquitetura de 64 bits e coprocessador de movimento M7. Seu peso é de 469 gramas e sua espessura é de 7,5 mm. Bateria com duração de até 10 horas para navegar na web via Wi-Fi, assistir vídeo ou escutar músicas. Possui diferentes versões com espaços de 16, 32, 64 ou 128 GB, e "cinza espacial" ou prateado como cores. Conta com uma câmera frontal que tira fotos em 1,2 MP e vídeos em HD de 720p e uma câmera traseira que tira fotos em 5 MP e videos em HD de 1080p. Ele é 43% mais fino que versão anterior e 80% mais rápido que 1º iPad.